# Brandi McCain
Brandi Shavoune McCain (Silsbee, 21 settembre 1979) è un'ex cestista statunitense, professionista nella WNBA.

## Carriera
È stata selezionata dalle Cleveland Rockers al secondo giro del Draft WNBA 2002 (24ª scelta assoluta).
Con gli Stati Uniti ha disputato le Universiadi di Palma di Maiorca 1999.